# Parasemia nicticans
Parasemia nicticans là một loài bướm đêm thuộc phân họ Arctiinae, họ Erebidae.